# Bisdom Oppido Mamertina-Palmi
Het bisdom Oppido Mamertina-Palmi (Latijn: Dioecesis Oppidensis-Palmarum, Italiaans: Diocesi di Oppido Mamertina-Palmi) is een in Italië gelegen rooms-katholiek bisdom met zetel in de stad Oppido Mamertina. Het bisdom behoort tot de kerkprovincie Reggio Calabria-Bova en is, samen met de bisdommen Locri-Gerace en Mileto-Nicotera-Tropea, suffragaan aan het aartsbisdom Reggio Calabria-Bova.

## Geschiedenis
Het bisdom Oppido Mamertina werd opgericht in de 13e eeuw. Op 10 juni 1979 werd het bisdom door de Congregatie voor de Bisschoppen met het decreet Quo aptius hernoemd tot bisdom Oppido Mamertina-Palmi.

## Bisschoppen van Oppido Mamertina-Palmi
- 1979-1980: Santo Bergamo (tot 1979 bisschop van Oppido Mamertina)
- 1981-1990: Benigno Luigi Papa, O.F.M. Cap.
- 1991-1999: Domenico Crusco
- 2000-2011: Luciano Bux
- 2012-heden: Francesco Milito

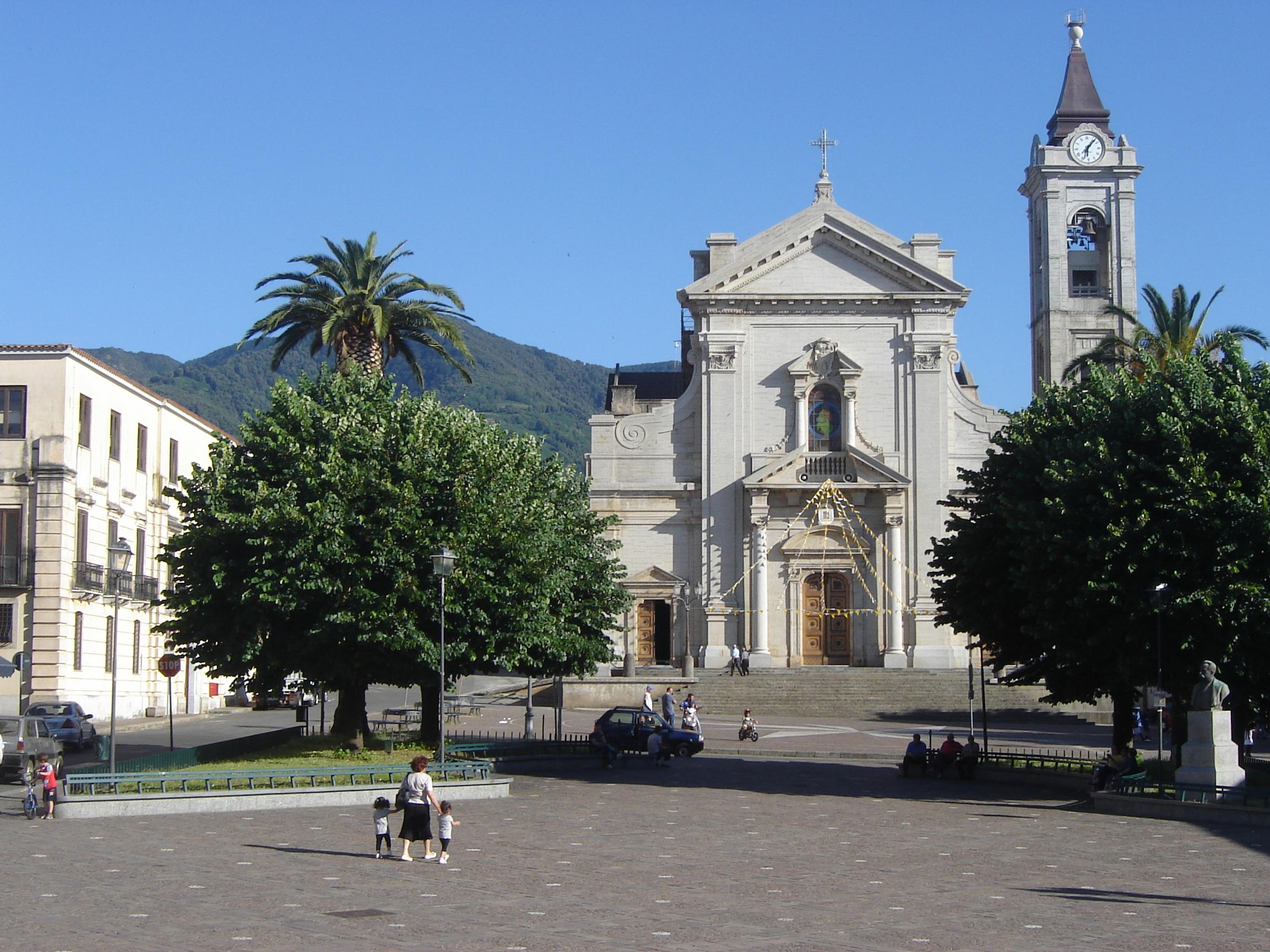
Kathedraal van Oppido Mamertina
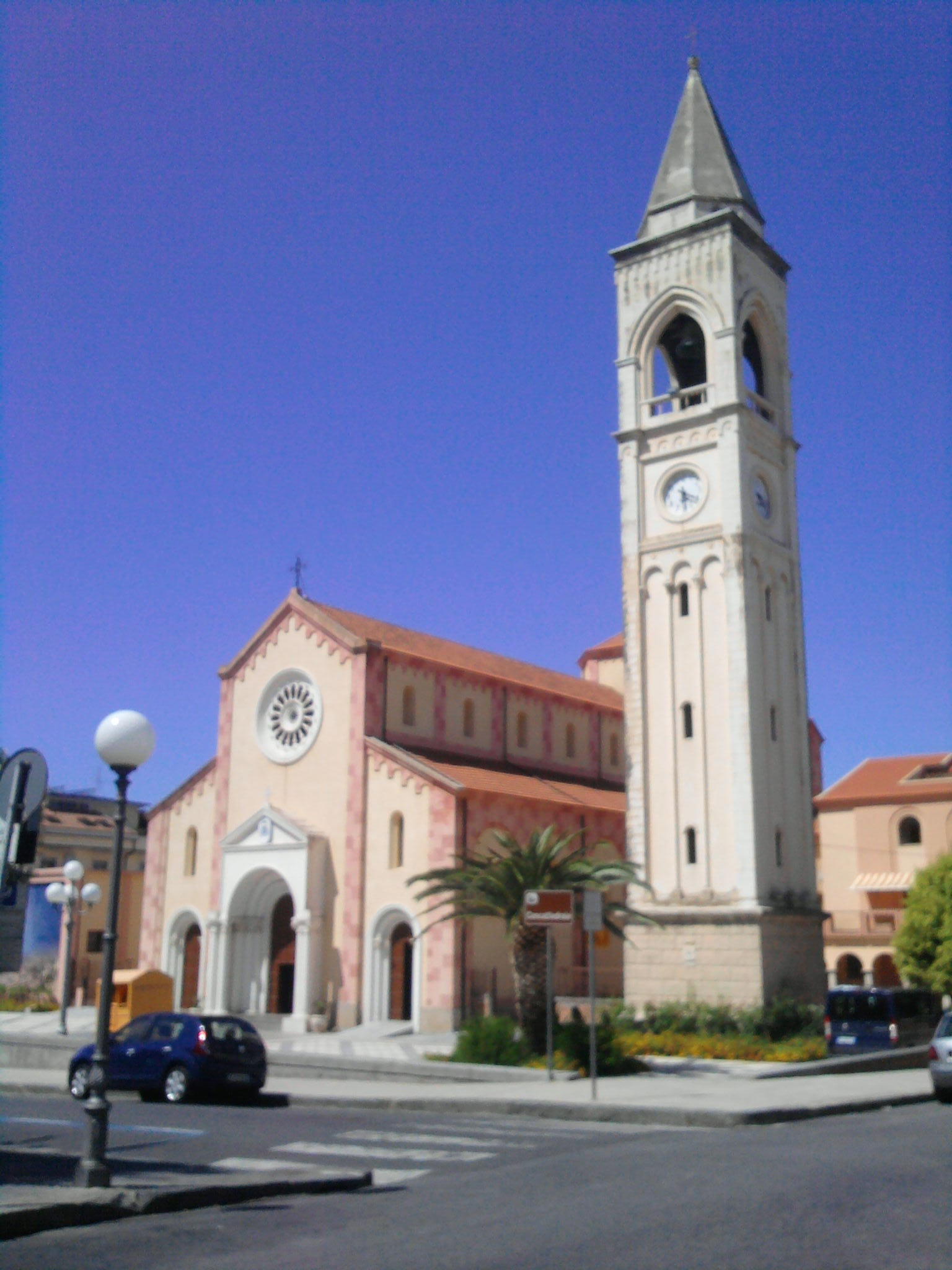
Cokathedraal van Palmi
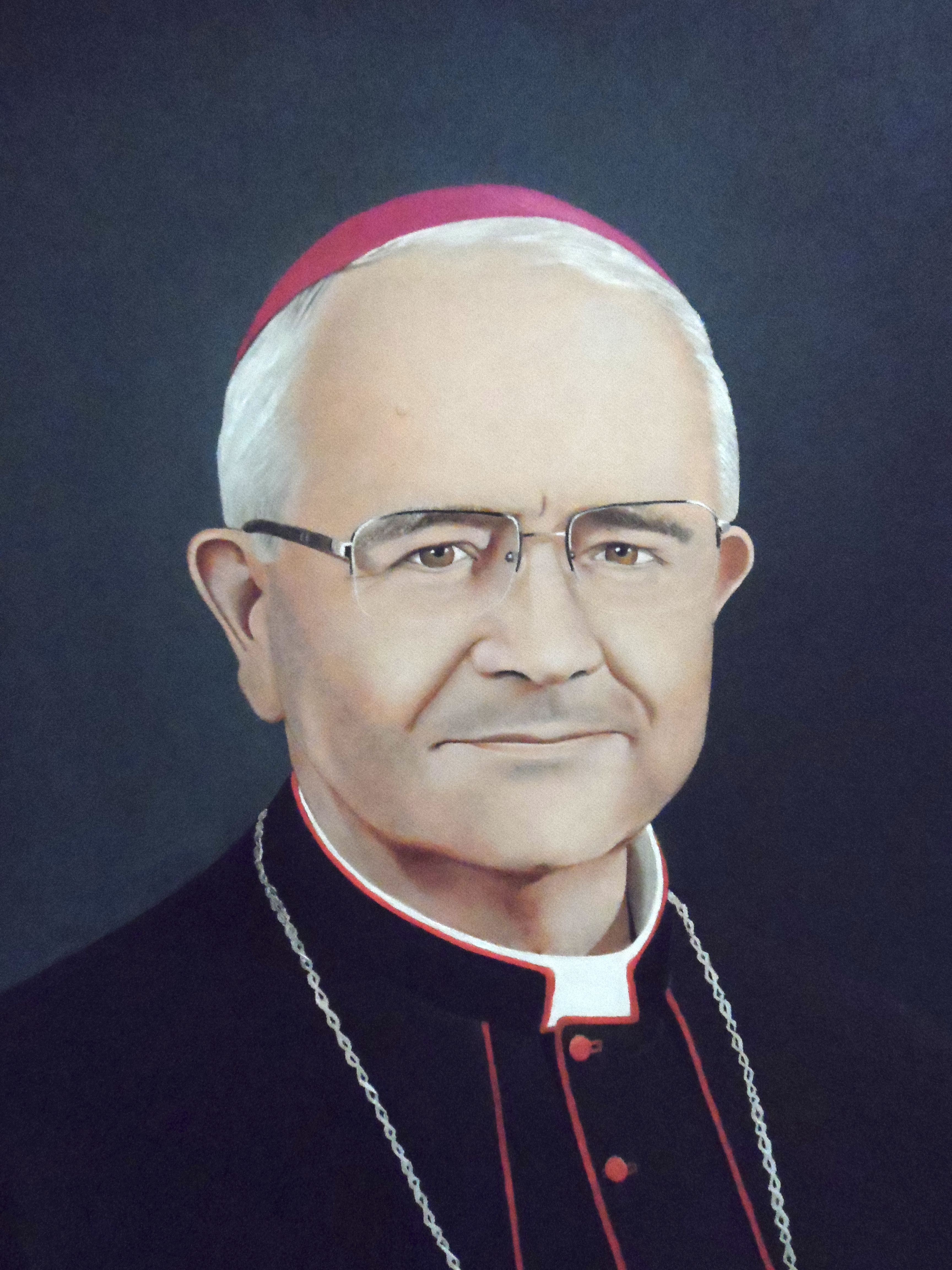
Bisschop Francesco Milito